# Radyczyny-Kolonia
Radyczyny-Kolonia – wieś w Polsce położona w województwie wielkopolskim, w powiecie tureckim, w gminie Przykona. Miejscowość wchodzi w skład sołectwa Radyczyny.
W latach 1975–1998 miejscowość należała administracyjnie do województwa konińskiego.